# Maxie Rosenbloom
Max Everitt „Slapsie Maxie“ Rosenbloom (* 1. November 1907 in Leonard’s Bridge, Connecticut; † 6. März 1976 in South Pasadena, Kalifornien) war ein US-amerikanischer Boxer und Schauspieler.

## Boxen
Rosenbloom bekam seinen Spitznamen „Slapsie Maxie“ von einem Journalisten aufgrund seiner beim Kämpfen oft geöffneten Hände. 1930 gewann er gegen Jimmy Slattery den Halbschwergewichtstitel der NYSAC. Damit wurde er auch als unangefochtener Weltmeister angesehen. Nach zwei Titelverteidigungen traf er 1932 auf Lou Scozza, den er nach 15 Runden nach Punkten schlug. 1933 gewann Rosenblum mit einem Sieg über Bob Godwin außerdem den Titel der National Boxing Association (NBA). Im selben Jahr verlor er zwei Nichttitelkämpfe gegen John Henry Lewis und einen gegen Young Stribling. Im November 1933 gewann Rosenbloom gegen Mickey Walker ganz offiziell den Weltmeistertitel im Halbschwergewicht. Schon im Jahr darauf verlor er den Titel jedoch wieder an Bob Olin. Rosenbloom wechselte nun ins Schwergewicht und kämpfte noch bis 1939 weiter. Der Schwergewichttitel des Bundesstaates Kalifornien sollte jedoch sein einziger Titel in dieser Gewichtsklasse bleiben.

### Stil
Rosenbloom war immer viel in Bewegung, schlug kurze Serien und Kombinationen, um sich dann wieder vom Gegner zu entfernen. Es war sehr schwer ihn klar und hart zu treffen und seine Kämpfe gingen daher oft über die gesamte angesetzten Rundenzahl.

## Schauspiel
Im Jahr 1933 war Rosenbloom erstmals in einem Kinofilm als Schauspieler zu sehen. Ab etwa 1937, gegen Ende seiner Karriere als Boxer, begann er sich immer mehr auf Schauspielrollen im Radio, Fernseher und Kino zu fokussieren. Bis Ende der 1960er-Jahre übernahm er immer wieder Rollen als muskelbepackter, oft komischer und tollpatschiger Kerl. Er verkörperte meist gutherzige Charaktere, gelegentlich aber auch die Handlanger der Schurken.
Rosenbloom spielte in insgesamt mehr als 100 Filmen, darunter in unterschiedlichen Genres wie Komödien (etwa Denen ist nichts heilig und Hallo Page!), Krimifilmen (Mr. Moto und der Wettbetrug), Gangsterthrillern (Todesangst bei jeder Dämmerung), Kriegsfilme (To the Shores of Tripoli) und Science-Fiction-Streifen (I Married a Monster from Outer Space). Meistens in Nebenrollen an der Seite der Hollywood-Stars eingesetzt, wurde er in einigen Kurzfilmen und dem 1951 erschienenen Komödienwestern Skipalong Rosenbloom mit Hauptrollen betraut. 1943 eröffnete Rosenbloom zwei Comedyclubs mit dem Namen „Slapsy Maxie’s“ in San Francisco und Los Angeles.

## Privatleben
Rosenbloom wurde schnell Teil des New Yorker Nachtlebens und war als Spieler und Womanizer bekannt. 1937 heiratete er die Psychologin Muriel Faider. Die Ehe dauerte acht Jahre und blieb kinderlos. 1958 veröffentlichte Rosenbloom seine Autobiographie unter dem Titel Fifty Years at Ringside. Mit dem Alter ging es ihm gesundheitlich immer schlechter, außerdem litt er an Morbus Paget. Rosenbloom starb 1976 im Alter von 68 Jahren in South Pasadena. Sein Grab liegt auf dem Valhalla Memorial Park Friedhof in North Hollywood.

## Filmografie (Auswahl)
- 1933: Mr. Broadway
- 1934: Punch Drunks (Kurzfilm)
- 1937: Denen ist nichts heilig (Nothing Sacred)
- 1938: Mr. Moto und der Wettbetrug (Mr. Moto’s Gamble)
- 1938: Das Doppelleben des Dr. Clitterhouse (The Amazing Dr. Clitterhouse)
- 1939: Todesangst bei jeder Dämmerung (Each Dawn I Die)
- 1941: Louisiana Purchase
- 1942: To the Shores of Tripoli
- 1943: My Son, the Hero
- 1944: Irish Eyes Are Smiling
- 1944: Follow the Boys
- 1947: Pauline, laß das Küssen sein (The Perils of Pauline)
- 1951: Skipalong Rosenbloom
- 1954–1955: The Joe Palooka Story (Fernsehserie, 26 Folgen)
- 1955: Abbott und Costello als Gangsterschreck (Abbott and Costello Meet the Keystone Kops)
- 1956: Alles um Anita (Hollywood or Bust)
- 1958: I Married a Monster from Outer Space
- 1959: Die Haltlosen (The Beat Generation)
- 1960: Hallo Page! (The Bellboy)
- 1964: The Munsters (Fernsehserie, 1 Folge)
- 1966: Solo für O.N.C.E.L. (The Man from U.N.C.L.E.; Fernsehserie, 2 Folgen)
- 1968: Bezaubernde Jeannie (I Dream of Jeannie; Fernsehserie, 1 Folge)
- 1969: My Side of the Mountain